# Eleutheriidae
Eleutheriidae é uma família de cnidários hidrozoários da ordem Anthomedusae, subordem Capitata.

## Géneros
- Eleutheria Quatrefages, 1842
- Staurocladia Hartlaub, 1917